# Filosofisk Forum
Filosofisk Forum er en frivillig non-profit forening af forskere, studerende og undervisere. Den har eksisteret siden 1980, og afholder en foredragsrække hvert forår og efterår. Emnerne er i reglen af grundtvigiansk religiøst-psykologisk og etisk art med en "filosofisk" tilgang.
Foreningen holder til i Trinitats Sognehus på Trinitatis Kirkens område ud til Pilestræde 67 i København.
Foreningen blev oprettet af teologen Peter Kemp. Af foreningens vedtægter fremgår det, at den ønsker at være "et forum for filosofisk kritik af filosofien, videnskaberne, deres teorier og deres resultaters anvendelse, og herigennem bidrage til den offentlige debat om samfundets almindelige anliggender". Budgettet fremviste 139 betalende medlemmer i 2016. I foreningens gruppe på Facebook (grl. 2010), der per 28. november 2021 rundede 9.957 medlemmer, lader det til at målsætningen om at nå bredt indfries.
Ved Filosofisk Forums 10 års jubilæum i oktober 1990, skrev den nuværende direktør for kunstmuseet Louisiana Poul Erik Tøjner en 2 siders artikel i Weekendavisen om foreningens betydning for den voksende interesse for filosofi, der bl.a. havde medført at filosofi i 80'erne var blevet indført i gymnasiet, hvor det blev valgt af 2/3 af eleverne: ”Foreningens umistelige fortjeneste er at have skabt ikke alene et filosofisk miljø i Danmark, men frem for alt en filosofisk offentlighed” (Weekendavisen 12.10.90) og dermed, sagde han, havde foreningen levet op til sin formålsparagraf om ”at skabe et filosofisk forum for filosofisk kritik af filosofien, videnskaberne, deres teorier og deres resultaters anvendelse, og herigennem bidrage til den offentlige debat om samfundets almindelige anliggender.”
Talere har bl.a. været David Dickson, Jacques Derrida, Hans-Georg Gadamer, Ricoeur, Habermas, Emmanuel Levinas og Don Ihde.

## Eksterne referencer
- Filosofisk-forum.dk Arkiveret 21. november 2015 hos  Wayback Machine.